# 华山姜
华山姜（学名：Alpinia chinensis）为姜科山姜属下的一个种。